# بيير داليم
بيير داليم (Pierre Dalem) (مواليد 16 مارس 1912) هو لاعب كرة قدم. يلعب مع منتخب بلجيكا لكرة القدم. سبق له أن لعب في كأس العالم لكرة القدم مع منتخب بلاده.

## وصلات خارجية
- بيير داليم على موقع الاتحاد البلجيكي (الإنجليزية)
- بيير داليم على موقع قاعدة بيانات كرة القدم.إي يو (الإنجليزية)
- بيير داليم على موقع ناشيونال فوتبول تيمز (الإنجليزية)
- بيير داليم على موقع Soccerway.com (الإنجليزية)
- بيير داليم على موقع عالم كرة القدم.نت (الإنجليزية)